# Fibroporia vaillantii
Espèce
Fibroporia vaillantii (Parmasto, 1968) est une espèce de champignons lignivores responsable d'une pourriture brune.

## Description
Le mycélium est de couleur blanche avec parfois des filaments forts comme des cristaux de glace. Contrairement à la mérule pleureuse, il reste de couleur blanche et ne devient pas cassant en séchant.
Le carpophore à peau mince est de petite taille ; les pores sont bien visibles à l’œil nu.
Conditions de développement : Température: de 3 à 36 °C, optimum de 26 à 27 °C
Humidité du bois: de 35 à 45 %.

## Distribution
Largement répandu en Amérique du Nord tempéré et en Europe, connu du Mexique, de l'Afrique et de l'Asie.

## Destruction du bois
S’attaque surtout à la cellulose des résineux.

## Origine et causes
Anciens bâtiments humides, dans les mines et à l’air libre.

## Importance économique
Après la mérule pleureuse et le coniophore des caves, c’est le troisième plus important champignon lignivore en Europe.